# Rzepczyno (zespół muzyczny)
Rzepczyno – polski zespół folk-rockowy, działający od 1996 roku. Początkowo występował pod nazwą Rzepczyno Folk Band.

## Ważniejsze wydarzenia w historii zespołu
- Przystanek Woodstock (1998,1999, 2001, 2002, 2008)[1]
- Krajowy Festiwal Piosenki Polskiej w Opolu (2002)[2]
- nominacja płyty „Rzepczyno” do nagrody „Fryderyk” w kat. "Album roku – etno / folk" (2005)[3]
- podwójna nominacja dla klipu do piosenki „Tylko Jeden Dom” na 14 Festiwalu Polskich Wideoklipów Yach Film 2005[4]
- występ na dwóch z czterech największych Stref Kibica (Gdańsk[5], Poznań[6]) podczas Euro 2012
- Koncert Bożonarodzeniowy WOŚP – wykonanie dwóch utworów z towarzyszeniem orkiestry Filharmonii Wrocławskiej oraz połączonych chórów Filharmonii Wrocławskiej, Politechniki i Uniwersytetu (Wrocław, Hala Orbita, 14 grudnia 2002 r.)[7]

## Dyskografia
| Albumy | Albumy      | Albumy                    |
| Rok    | Tytuł       | Wydawca                   |
| ------ | ----------- | ------------------------- |
| 2000   | Nie Filozuj | Koch International Poland |
| 2005   | Rzepczyno   | UMC Records, My Music     |

| Kompilacje różnych wykonawców | Kompilacje różnych wykonawców             | Kompilacje różnych wykonawców | Kompilacje różnych wykonawców                         |
| Rok                           | Album                                     | Utwór                         | Wydawca                                               |
| ----------------------------- | ----------------------------------------- | ----------------------------- | ----------------------------------------------------- |
| 1999                          | Przystanek Woodstock ’99 vol.2            | Dudek                         | WOŚP                                                  |
| 2000                          | Potańcuj sobie                            | Gajowy                        | Koch International Poland                             |
| 2001                          | Scena Folkowa – Przystanek Woodstock 2001 | Gajowy                        | Pracownia Artystyczna "Pablo"                         |
| 2006                          | Maxymalny Karnawał 2006                   | Trawy                         | My Music                                              |
| 2007                          | Union of Rock Węgorzewo 2007              | Co ja za waryjot              | Towarzystwo Przyjaciół 1 MBA im. gen. J. Bema         |
| 2008                          | Z wiejskiego podwórza                     | Kto się zani                  | Stowarzyszenie Miłośników Kultury Ludowej w Czeremsze |
| 2010                          | Przebojem na Antenę 2010                  | Pączek                        | Polskie Radio Białystok                               |
| 2011                          | Folk się gro!                             | Kto się zani                  | My Music                                              |

## Muzycy

### Obecny skład zespołu
Źródło.
- Karolina Żuk – śpiew
- Franciszek Kurkowski – perkusja
- Karolina Terefenko – skrzypce, wokal
- Jan Sokolnicki – akordeon, saksofon, wokal
- Paweł Tomaszewski – gitary, chórki
- Darek Bolesta – gitara basowa, wokal

| - Karolina Rumaczyk – śpiew (2014) - Anna Ziejewska – śpiew (2003) - Agnieszka Siepietowska – śpiew (2003) - Katarzyna Tybulczuk – skrzypce - Joanna Chyba – skrzypce - Olga Hanowska – skrzypce - Przemysław Treszczotka – skrzypce - Roksana Błąkała – skrzypce - Milena Parobczy – skrzypce - Justyna Wołoch – skrzypce - Piotr Pędzich – skrzypce - Olek Gaik – akordeon - Karolina Zborowska – akordeon - Krzysztof Wojciechowski – akordeon - Tomasz Kurowski – gitara akustyczna - Przemysław Majerowski – gitary akustyczna/elektryczna - Przemysław Śledź – gitary akustyczna/elektryczna - Maciej Radek – gitara basowa - Wojciech Kucharski – gitara basowa - Robert Czerwiński – gitara basowa - Ula Karandyszewska – gitara basowa - Marek Przewłocki – mandolina | - Bartosz Niedźwiecki – dudy, skrzypce - Gwidon Cybulski – djembe, śpiew - Adam Kosowski – basetla - Krzysztof Ruciński – śpiew, instr. perkusyjne - Monika Dziedzic – śpiew - Waldemar Suchomski – śpiew, gitara elektryczna - Marian Lewicki – skrzypce - Przemysław Olszewski – gitara akustyczna - Radosław Milata-Troinski – gitara basowa - Przemysław Ozdoba – gitara basowa - Krzysztof Kołowski – gitara basowa - Grzegorz Kędzia – perkusja - Bartosz Grudziński – perkusja - Piotr Mach – skrzypce - Adam Tepurski – gitara - Adam Będlewski – perkusja |